# Mélisey (Alt Saona)
Mélisey és un municipi francès situat al departament de l'Alt Saona i a la regió de Borgonya - Franc Comtat. L'any 2007 tenia 1.730 habitants.

## Demografia

### Població
El 2007 la població de fet de Mélisey era de 1.730 persones. Hi havia 764 famílies, de les quals 236 eren unipersonals (84 homes vivint sols i 152 dones vivint soles), 268 parelles sense fills, 176 parelles amb fills i 84 famílies monoparentals amb fills.
La població ha evolucionat segons el següent gràfic:
Habitants censats

### Habitatges
El 2007 hi havia 900 habitatges, 781 eren l'habitatge principal de la família, 52 eren segones residències i 67 estaven desocupats. 670 eren cases i 220 eren apartaments. Dels 781 habitatges principals, 515 estaven ocupats pels seus propietaris, 251 estaven llogats i ocupats pels llogaters i 15 estaven cedits a títol gratuït; 19 tenien una cambra, 60 en tenien dues, 135 en tenien tres, 171 en tenien quatre i 396 en tenien cinc o més. 550 habitatges disposaven pel capbaix d'una plaça de pàrquing. A 366 habitatges hi havia un automòbil i a 299 n'hi havia dos o més.

### Piràmide de població
La piràmide de població per edats i sexe el 2009 era:
| Homes | Edats   | Dones |
| ----- | ------- | ----- |
| 0     | 95 o +  | 4     |
| 8     | 90 a 94 | 8     |
| 12    | 85 a 89 | 24    |
| 8     | 80 a 84 | 4     |
| 32    | 75 a 79 | 76    |
| 56    | 70 a 74 | 76    |
| 56    | 65 a 69 | 84    |
| 44    | 60 a 64 | 36    |
| 32    | 55 a 59 | 40    |
| 52    | 50 a 54 | 64    |
| 64    | 45 a 49 | 52    |
| 60    | 40 a 44 | 48    |
| 68    | 35 a 39 | 68    |
| 60    | 30 a 34 | 56    |
| 44    | 25 a 29 | 48    |
| 52    | 20 a 24 | 36    |
| 56    | 15 a 19 | 52    |
| 84    | 10 a 14 | 48    |
| 68    | 5 a 9   | 48    |
| 40    | 0 a 4   | 40    |

## Economia
El 2007 la població en edat de treballar era de 1.079 persones, 766 eren actives i 313 eren inactives. De les 766 persones actives 686 estaven ocupades (399 homes i 287 dones) i 80 estaven aturades (32 homes i 48 dones). De les 313 persones inactives 124 estaven jubilades, 69 estaven estudiant i 120 estaven classificades com a «altres inactius».

### Ingressos
El 2009 a Mélisey hi havia 768 unitats fiscals que integraven 1.723 persones, la mediana anual d'ingressos fiscals per persona era de 16.331 €.

### Activitats econòmiques
Dels 86 establiments que hi havia el 2007, 2 eren d'empreses extractives, 3 d'empreses alimentàries, 1 d'una empresa de fabricació d'elements pel transport, 1 d'una empresa de fabricació d'altres productes industrials, 10 d'empreses de construcció, 24 d'empreses de comerç i reparació d'automòbils, 6 d'empreses de transport, 10 d'empreses d'hostatgeria i restauració, 1 d'una empresa d'informació i comunicació, 4 d'empreses financeres, 3 d'empreses immobiliàries, 4 d'empreses de serveis, 11 d'entitats de l'administració pública i 6 d'empreses classificades com a «altres activitats de serveis».
Dels 28 establiments de servei als particulars que hi havia el 2009, 1 era una oficina d'administració d'Hisenda pública, 1 gendarmeria, 1 oficina de correu, 2 oficines bancàries, 6 tallers de reparació d'automòbils i de material agrícola, 1 autoescola, 2 guixaires pintors, 2 fusteries, 3 lampisteries, 3 perruqueries, 5 restaurants i 1 saló de bellesa.
Dels 10 establiments comercials que hi havia el 2009, 1 era un hipermercat, 2 fleques, 2 carnisseries, 1 una llibreria, 1 una sabateria, 1 una botiga de material esportiu, 1 una botiga de material de revestiment de parets i terra i 1 una joieria.
L'any 2000 a Mélisey hi havia 21 explotacions agrícoles que ocupaven un total de 360 hectàrees.

## Equipaments sanitaris i escolars
El 2009 hi havia 1 centre de salut, 2 farmàcies i 1 ambulància.
El 2009 hi havia una escola elemental. Mélisey disposava d'un col·legi d'educació secundària amb 371 alumnes.

## Poblacions més properes
El següent diagrama mostra les poblacions més properes.